# Duran
Duran（デュラン）は、日本のヴィジュアル系ロックバンド。

## メンバー
- 匡紀：（マサキ/5月11日/A型)ボーカル・リーダー担当、佐賀県出身
- Nagamasa：（ナガマサ/5月16日/B型）ギター担当、山口県出身
- 俊達（トシタツ/10月30日/O型）ギター担当、福岡県出身
- Tatsuya(タツヤ/2月16日/A型）ベース担当、佐賀県出身
- 慶太郎（ケイタロウ/6月15日/O型）ドラム担当、長崎県出身

## 概要
バンド名はデュラン・デュランから名付けられている。容姿、サウンドともに90年代ヴィジュアル系をモチーフにしている。

## 経歴
2015年活動開始。大学在学中であったボーカルの匡紀が同じ大学で知り合った、Nagamasa、俊達、Tatsuyaに声をかけ、バンドを結成。
その後、バンド活動を通して出会った慶太郎を誘い、現在の体制に至る。
1stシングルProwlリリースと同時に活動開始、この時点では、ドラムの慶太郎はサポートであったが、2ndシングルMoment公開と同時に正式メンバーとなる。

## 作品
|     | 発売日    | タイトル | 備考              |
| --- | --------- | -------- | ----------------- |
| 1st | 2015/10/1 | Prowl    | 会場限定 無料配布 |
| 2nd | 2016/4/15 | Moment   | 会場限定 無料配布 |

## ミュージックビデオ
|     | 曲名       |
| --- | ---------- |
| 1st | 「 Prowl」 |
| 2nd | 「Moment」 |